# ドメニコ・マリア・ノヴァーラ
ドメニコ・マリア・ノヴァーラ・ダ・フェラーラ（Domenico Maria Novara da Ferrara、1454年 - 1504年）は、イタリアの天文学者。ボローニャ大学教授を21年間にわたって務めた。また経済的な理由から占星術師でもあった。
コペルニクスに天文学を教えたことで有名である。コペルニクスはノヴァーラの家に寄宿し、観測を手伝い、天文学について多くを学んだ。ノヴァーラは、ゲオルク・プールバッハ、レギオモンタヌスに連なる天文学者で、レギオモンタヌスに教えを受けた。黄道傾斜の観測からプトレマイオスの宇宙体系に訂正が必要なことを見出したとされ、コペルニクスの思想に影響を与えた。
ノヴァーラの著書は占星術の年表を除いて失われたが、コペルニクスの『天球の回転について』De revolutionibus orbium coelestium のなかに、1497年3月9日のコペルニクスの最初の観測を確認したことが記されている。